# Regentenstraße 109 (Mönchengladbach)

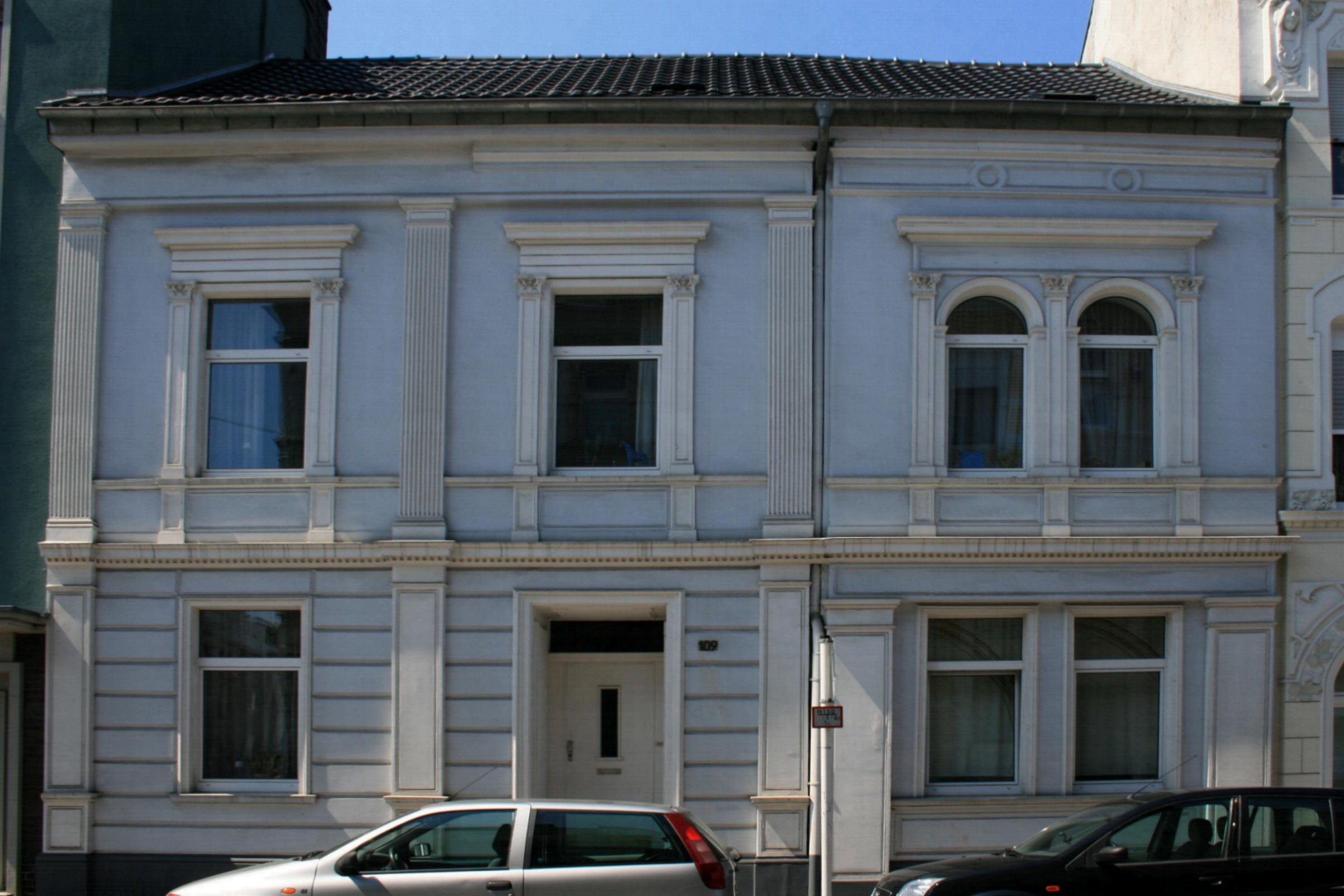
Wohnhaus (2010)

Das Wohnhaus Regentenstraße 109 steht im Stadtteil Eicken in Mönchengladbach (Nordrhein-Westfalen).
Das Gebäude wurde vor 1890 erbaut. Es wurde unter Nr. R 055 am 17. Mai  1989 in die Denkmalliste der Stadt Mönchengladbach eingetragen.

## Lage
Das Gebäude liegt an der Nordseite der Regentenstraße in Eicken in einer historischen Baugruppe ähnlicher Häuser.

## Architektur
Bei dem Haus handelt es sich um ein traufenständiges, zweigeschossiges, zweiachsiges Gebäude. Das Doppelhaus ist in verschiedenen Zeiten erbaut und ist von einem flachen Satteldach überdeckt. Das Haus stammt aus der Zeit vor 1890.